# 行为免疫系统
行为免疫系统指人类和动物的一种心理机制，会检测所在环境中拥有致病寄生虫的物体或生物的潜在存在，并避免与之接触。有理论指出，这种机制是避免致病病原体的基本防线。
此机制包括感官系统对存在寄生虫感染线索（比如恶臭的气味、粉刺和皮膚病的样子）的感知，以及一系列厌恶情绪、感知和行为反应（比如，产生恶心感觉，自动加强对疾病线索的感知，以及避免接触的行为）。

## 对人类行为的影响
心理学研究中，有研究将行为免疫系统与多种类型的偏见相关联。有些人即使没有传染病，但由于与主观标准的人类看上去不一样而被有偏见地对待，比如对待肥胖症患者、老年人、有身体缺陷者记忆拥有身心障礙的人。
另外，行为免疫系统可能有助于仇外和民族優越感的形成。一项影响是，人们在感觉容易获得传染病时，这些感觉会增强。
研究显示，人们在感觉容易获得传染病时，会沉默、拘谨，表现得不那么外向。证据显示，行为免疫系统也包括在基本视觉范围内寻找并处理疾病信号的过程。

## 对人类文化的影响
在文化层次的分析中，行为免疫系统有一定影响。在生态学范畴内，当疾病更加流行时，人类表现得拘谨、内向，人类社会的规范和价值体系也会更加保守。

## 对免疫系统的影响
一些研究显示，行为免疫系统也对生理免疫系统的运转有所影响。一项研究发现，只是看看有病模样的人，白细胞就会对感染反应得更强烈。（由细菌刺激促炎产生细胞因子白介素6测定）
研究显示，对可以阻止病原体传播的免疫有关干预可以降低对行为的影响。比如，在注射流感疫苗或者吸收后，疾病线索和忧虑引起的人际和群体间负面态度会降低。